# Liebling, ich habe das Label geschrumpft
Liebling, ich habe das Label geschrumpft ist der zweite Sampler des Labels Deluxe Records. Das Album erschien am 19. Dezember 2008 über das Hamburger Label. Nachdem einige Rapper das Label verlassen hatten, wurden die Beiträge des Samplers von den verbliebenen Künstlern Samy Deluxe, Ali A$ und Tua beigesteuert.

## Hintergrund

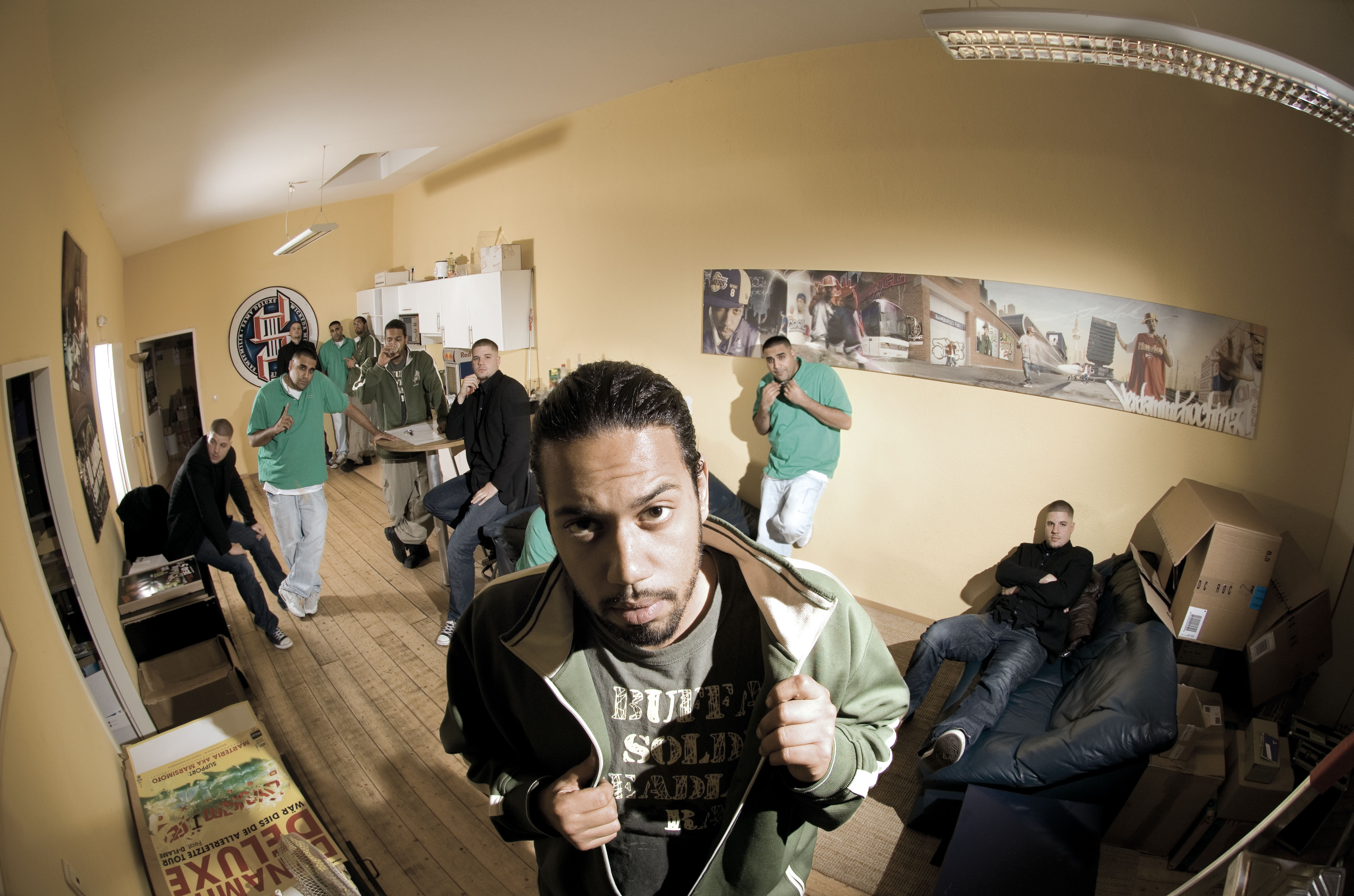
Pressefoto auf dem Ali A$, Samy Deluxe und Tua mehrfach zu sehen sind

Samy Deluxe gründete im Jahr 2003 das Label Deluxe Records als Sublabel der EMI Group. Zwei Jahre später präsentierte er das Label und die ersten von ihm unter Vertrag genommenen Künstler Headliners und Illo über die Plattform eines Labelsamplers, der unter dem Titel Deluxe Records – Let’s Go! veröffentlicht wurde und auf Platz 26 der Album-Charts einstieg. In den folgenden zwei Jahren erweiterte Samy Deluxe die Anzahl der Künstler seines Labels durch die Aufnahme der Rapper Ali A$, Blade, Snaga & Pillath, Manuellsen und Tua. Im ersten Halbjahr des Jahrs 2008 gaben sowohl Snaga & Pillath als auch Manuellsen bekannt, die Zusammenarbeit mit dem Hamburger Label zu beenden. Des Weiteren beendete Illo seine Tätigkeit als Rapper, die Headliners, die aus den Musikern Eddy Soulo, Dashenn und Neo bestanden hatten, lösten sich auf und auch Blade trennte sich von Deluxe Records. Aufgrund dieser Begebenheiten, blieben lediglich die Rapper Ali A$ und Tua als Künstler des Labels erhalten, sodass sie zusammen mit Samy Deluxe die Beiträge des zweiten Sampler des Labels beisteuern.

## Entstehung
Samy Deluxe, Ali A$ und Tua trafen sich zunächst um Beats für den Sampler auszuwählen. Dabei wählten sich die Rapper die Produktionen aus, die sie für Lieder nutzen wollten. Auf Beats, die zwei oder alle Mitglieder des Labels verwenden wollten, entstanden Kollaborationen. Ali A$ äußerte sich in einem Interview, dass die Rapper von Deluxe Records, außer dem Anspruch gute Musik produzieren zu wollen, wenig verbindet, sodass die Einigung auf eine gemeinsame musikalische „Schnittmenge“ schwieriger herzustellen sei, als beispielsweise bei den Samplern des Labels Aggro Berlin, bei dem sich aus Sicht von Ali A$ die Künstler durch den gemeinsamen Hintergrund in Berlin schneller einigen können. Der erste Titel, der für den Sampler entstand, war Luftschloss von Tua und Ali A$.
Liebling, ich habe das Label geschrumpft enthält keine Gastbeiträge anderer Rapper, obwohl im Vorfeld der Veröffentlichung mit einem Beitrag eines US-amerikanischen Rappers geworben wurde. Nach der Erscheinung des Samplers wurde bekanntgegeben, dass Brisco, der bei Lil Waynes Label Cash Money Records unter Vertrag steht, auf Liebling, ich habe das Label geschrumpft zu hören sein sollte. Dies scheiterte jedoch, da die nötigen Freigaben für das Lied nicht rechtzeitig erfolgten.
Die Produktion des Samplers wurde zu einem Großteil von dem Produzenten-Duo Instrumens übernommen. Des Weiteren hat Samy Deluxe in Zusammenarbeit mit den Instrumens einige Beats beigesteuert. Tua hat vier Stücke, darunter den Titel Ein kleines Lied, auf welchem auf Text verzichtet wird, für das Album produziert.
Der Titel des Samplers war eine Idee von Ali A$, die nach seiner Aussage aus einer „Laune“ heraus entstanden sei: „Ich wollte mit diesem Spruch die derzeitige Labelsituation noch ein bisschen überziehen. Vor nicht ganzen zwei Jahren waren wir noch zu zehnt und jetzt sind nur noch wir drei übrig.“ „Liebling, ich habe das Label geschrumpft“ spielt auf den Titel des Films „Liebling, ich habe die Kinder geschrumpft“ aus dem Jahr 1989 an.

## Titelliste
| #  | Titel                  | Künstler                    | Produzent                  | Länge |
| -- | ---------------------- | --------------------------- | -------------------------- | ----- |
| 1  | Es war einmal          | Ali A$                      | Instrumens                 | 2:57  |
| 2  | Weil es Zeit ist jetzt | Samy Deluxe, Ali A$ und Tua | Tua                        | 3:03  |
| 3  | Besser is das          | Samy Deluxe                 | Samy Deluxe und Instrumens | 2:49  |
| 4  | Luftschloss            | Ali A$ und Tua              | Instrumens                 | 2:54  |
| 5  | Marketing              | Tua                         | Tua                        | 3:13  |
| 6  | Mitten in der Nacht    | Samy Deluxe und Ali A$      | Instrumens                 | 4:12  |
| 7  | Stanislav              | Tua und Ali A$              | Tua                        | 4:07  |
| 8  | Du bist zu weich!      | Samy Deluxe, Ali A$ und Tua | Samy Deluxe und Instrumens | 3:27  |
| 9  | Skit                   | Samy Deluxe                 | Samy Deluxe und Instrumens | 1:23  |
| 10 | Jung und motiviert     | Ali A$ und Tua              | Instrumens                 | 3:29  |
| 11 | Künstler bin           | Samy Deluxe und Ali A$      | Instrumens                 | 3:25  |
| 12 | Was für ein Pech       | Ali A$ und Tua              | Instrumens                 | 2:58  |
| 13 | Evolution              | Tua                         | Tua                        | 3:01  |
| 14 | Nur ein kleines Lied   | Tua                         | Tua                        | 3:25  |

## Texte

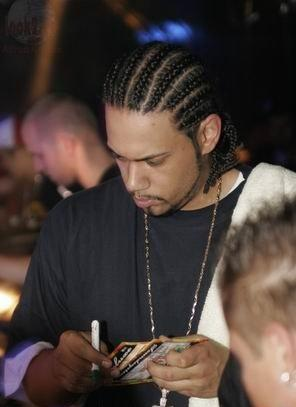
Samy Deluxe

Die drei Rapper behandeln auf dem Sampler sehr verschiedene Themen. So sind Titel wie Luftschloss thematisch ernst, wohingegen das Lied Mitten in der Nacht humorvoll ist. Samy Deluxe bezeichnet den Sampler als „Entertainment-Album“ und legt Wert darauf, dass „gute Reime“ und „lustige Ideen“ im Fokus stehen.
Tua behandelt in dem Titel Marketing die Vermarktung von Alben. In der Hookline des Titels stellt der Rapper die Sinnhaftigkeit des Marketings in Frage: „Marketing hin, Marketing her – Keiner kauft Platten, was ist Marketing Wert?“ Tua beschreibt in Marketing auch die Situation von anderen Musikern, die durch Vermarktung in die Charts einsteigen konnten, aufgrund der rückläufigen Verkaufszahlen von CDs aber trotzdem nicht genug Geld mit ihrer Musik verdienen.
Ali A$ und Tua haben mit Luftschloss, Stanislav, Jung und motiviert und Was für ein Pech vier gemeinsame Lieder für den Sampler beigesteuert. In einem Interview erklärte Ali A$, dass die Titel mit Tua „ruhigere Stücke“ seien, da er bei diesen Liedern mit dem Reutlinger eine „Schnittmenge“ habe. In dem Stück Stanislav machen sich Ali A$ und Tua über andere Rapper lustig, die, anstatt eigene Ideen in ihre Musik mit einzubringen, Trends folgen, sich selbst durch die Darstellung übertriebener Härte profilieren wollen und mangels Talent keine vernünftigen Texte schreiben können. Der Titel Luftschloss behandelt die Träume und Vorstellungen, die die beiden Rappern von dem Leben haben. Luftschloss ist aus Sicht von Ali A$ „richtig poetisch“.

## Vermarktung
Ein Video entstand zum Titel Es war einmal von Ali A$. Des Weiteren wurde im Rahmen der Veröffentlichung des Samplers ein Snippet im Internet zur Verfügung gestellt, mit dessen Hilfe sich der Zuhörer einen Eindruck von Liebling, ich habe das Label geschrumpft machen kann.
Der Shop der Internetseite Mzee.com verband die ersten Bestellungen des Samplers mit einem Angebot, bei dem der Käufer zusätzlich zu dem Tonträger ein limitiertes T-Shirt in der Größe XL erhielt. 

## Kritik

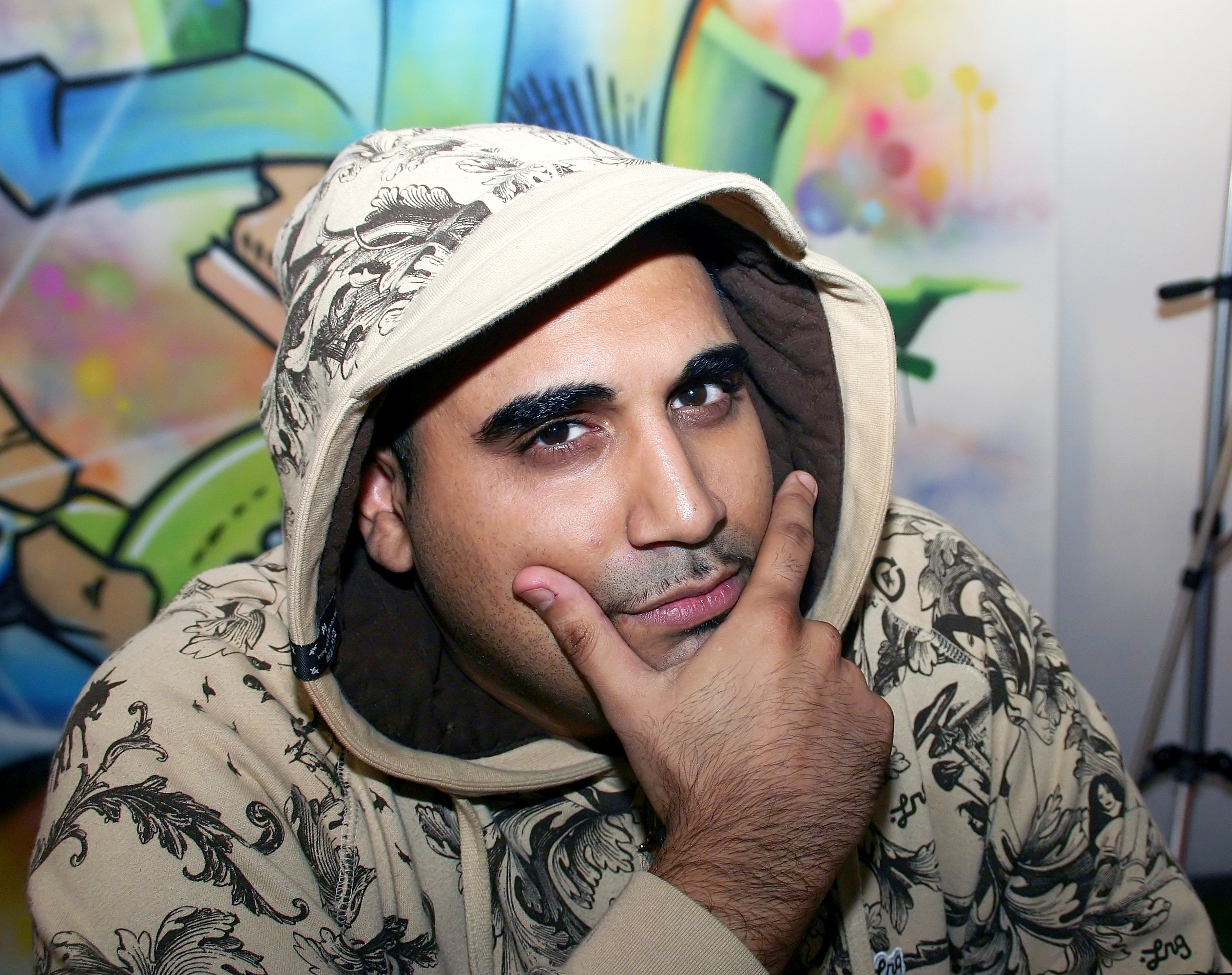
Ali A$ im Jahr 2008

In einer Rezension des deutschen Hip-Hop-Magazins Juice wurde der Sampler positiv bewertet, da er zeige „wie abwechslungsreich, unterhaltsam und relevant deutschsprachige Rapmusik […] sein kann.“ Hervorgehoben wird von der Redaktion die thematische Bandbreite der Stücke sowie die verschiedenen „Stimmungen“, die von Samy Deluxe, Tua und Ali A$ erzeugt werden. Außerdem werden, neben der Leistung der Rapper, die Beats von den Instrumens und Tua, die dafür sorgen, dass Liebling, ich habe das Label geschrumpft „auch richtig gute Musik“ sei, gelobt.
Aus Sicht der Redaktion der Internetseite Rap.de könne der Sampler „nicht begeistern“. Samy Deluxe, Tua und Ali A$ seien zwar talentierte Rapper mit humorvollen Texten, was allerdings nicht ausreiche um über die gesamte Laufzeit des Albums für Unterhaltung zu sorgen. Als Grund dafür werden etwa die Produktionen der Titel, die, mit Ausnahme von Tuas Beat zum Stück Weil es Zeit is jetzt, „hauptsächlich durchschnittlich“ seien. Das Lied Künstler sein wird in der Rezension für die Unterhaltsamkeit und zum Ausdruck gebrachte Nachdenklichkeit positiv hervorgehoben. Im Gegensatz dazu sei Ali A$' Es war einmal langweilig. Für den Rezensenten gehöre Samy Deluxe zwar zu den besten deutschen Rappern, dennoch scheine für den Hamburger „kein Platz mehr in der aktuellen Deutschrapszene vorhanden“ zu sein.